# Chiusi
Chiusi (în latină Clusium) este o comună în provincia Siena, regiunea Toscana, în centrul Italiei. În 2011 avea o populație de 8.868 de locuitori.

## Demografie
Chiusi - evoluția demografică

|  | Graficele sunt indisponibile din cauza unor probleme tehnice. Mai multe informații se găsesc la Phabricator și la wiki-ul MediaWiki. |

Date: Recensăminte sau birourile de statistică - grafică realizată de Wikipedia

## Personalități
- Grațian, jurist din secolul al XI-lea